# South Portal
Das South Portal (englisch für Südportal) ist der südliche zweier Felsentürme, die den Eingang des Tals The Corridor auf der Breidnes-Halbinsel in den Vestfoldbergen an der Ingrid-Christensen-Küste des ostantarktischen Prinzessin-Elisabeth-Lands markieren. Er erreicht eine Höhe von 76,5 m.
Das Antarctic Names Committee of Australia benannte ihn.